# Coelomys
Coelomys és un subgènere del gènere Mus. Les espècies d'aquest grup són oriündes de les muntanyes del sud i sud-est d'Àsia. Es tracta de ratolins petits i semblants a musaranyes que viuen als cims. Tenen el pelatge vellutat o espinós i els ulls petits. Viuen al sòl dels boscos. De vegades s'inclou M. famulus en aquest grup, però les dades genètiques i morfològiques el situen dins el subgènere Mus.